# Renfe série S-252
La Renfe série 252 est une suite de 15 locomotives électriques construites pour la Renfe (Red Nacional de los Ferrocarriles Españoles) afin d'être utilisées sur l'Alta Velocidad Española (AVE).
Elles sont mises en service en 1991.

## Histoire

### Origine
Lorsque la Renfe décide de construire l'AVE Madrid-Séville en 1986, elle décide de se procurer de nouvelles machines à grande puissance capables de remorquer les Talgo à 200 km/h. En 1988, un contrat est conclu avec un consortium dirigé par Siemens pour la fourniture de 75 machines de la famille « Eurosprinter ». Les quinze premières, sont diffèrentes du reste de la série.

### Conception
Les « 252 AVE » sont des locomotives de technologie triphasée/Asynchrone, directement dérivées du prototype 120-001 de la DB. Par rapport au reste de la série, les 252-001 à 015 présentent la particularité d'être bi-courants, et d'être montées sur bogies à l'écartement standard. Elles sont également dotées de l'équipement de sécurité « LZB ». Les convertisseurs et le transformateur proviennent de chez Asea Brown Boveri en Suisse, tandis que l'équipement pneumatique est fourni par Knorr en Espagne.
Les locomotives 252 AVE sortent d'usine en livrée « taxi » jaune et grise. Elles sont rapidement repeintes en livrée AVE.

### Service
Dès leur sortie, ces machines subissent divers tests. Elles sont d'abord essayées en République Tchèque. Les 252-001 et 002 font aussi une campagne d'essais au Luxembourg, dont le réseau est électrifié en 25 kV/50 Hz. Une fois arrivées en Espagne, elles sont montées sur des bogies de locomotives 340 réformées afin de pouvoir être acheminées jusqu'à Madrid et à la ligne AVE.
Le 16 mai 1994, la 252-009-6 bat le record de vitesse national en atteignant 320 km/h. entre Mora et Urda. À la fin des années 1990, les 252 012 à 015 sont cédées à l'UN de Grandes Lineas, remises au type voie large par les ateliers centraux de Villaverde Bajo, et affectées au dépôt de Barcelone. Vers 2003, au contraire, la perspective d'ouverture partielle de l'« AVE » entre Madrid et Lérida rend nécessaire de nouvelles machines à l'écartement standard. La 252-015 retrouve ses bogies d'origine, tandis que les 252-017, 018, 020, 024 à 028 et 031 sont également transformées à l'écartement standard.
Depuis décembre 2010 quatre locomotives 252 AVE ont été équipées du système ERTMS et leur électronique a été modifiée pour fonctionner également sous 1500 volts (tension utilisée dans le sud de la France) à puissance très réduite. Ce sous-parc est utilisé pour la traction de trains de fret sur la ligne nouvelle (Barcelone) - Figueres - Perpignan (France). Leur faible puissance sous 1500 V ne permet pas techniquement leur utilisation au-delà des installations de Perpignan mais, en tout état de cause, l'absence de KVB ferait obstacle à leur circulation au-delà. C'est le premier matériel moteur de la Renfe à circuler en France depuis le retrait des motrices diesel spécialisées qui étaient affectées à la traction du Catalan Talgo vers Genève.
Ce sont les seules locomotives espagnoles autorisées sur cette ligne avec les diesels des trains de travaux. La Société nationale des chemins de fer français (SNCF) ne dispose pas de locomotives aptes à cette ligne mais assure une desserte de la gare de Figueres TGV avec un sous-parc spécialisé de TGV DASYE.